# Oskar Degilia
Oskar Degilia (Brunico, 21 febbraio 1980 – 14 settembre 2002) è stato un hockeista su ghiaccio italiano.

## Carriera
Cresciuto nelle giovanili dell'HC Brunico, fece il suo esordio in prima squadra nella stagione 1996-1997, giocata in seconda serie.
Ha vestito la maglia giallonera in massima serie fino al termine della stagione 2000-2001, mettendosi in luce come uno dei giovani più interessanti del panorama hockeistico e guadagnandosi la convocazione nell'Italia under 20, con cui prese parte ai mondiali di categoria del 1999, in gruppo C.
Nell'estate del 2001 il Brunico rinunciò alla serie A, autoretrocedendosi. Degilia fu allora messo sotto contratto per una stagione dal Vipiteno.
Nella stagione successiva, fece ritorno a Brunico, nuovamente promosso in serie A col nuovo nome di HC Val Pusteria. Non arriverà mai ad esordire: al termine di un incontro di precampionato, mentre stava facendo ritorno a casa, Degilia uscì di strada con l'automobile, schiantandosi contro un albero e perdendo la vita sul colpo.
L'HC Val Pusteria ha ritirato la sua maglia numero 26, nel novembre 2011; Armin Helfer, coetaneo e compagno di squadra di Degilia sin dalle giovanili, ha scelto di vestire la maglia numero 62 in suo ricordo.